# فلیکا ۲
فلیکا ۲ (انگلیسی: Flicka 2) یک فیلم به کارگردانی مایکل دامیان است که در سال ۲۰۱۰ منتشر شد. از بازیگران آن می‌توان به پاتریک واربرتون اشاره کرد.

## خلاصه داستان
داستان در مورد دختری نوجوان به نام «کری» است که وقتی به مزرعهٔ اسب پدرش می‌رود، یک اسب وحشی به نام «فلیکا» نظر او را به خودش جلب می‌کند و…